# Escuela técnica Osvaldo Magnasco de Rosario
La Escuela técnica N.º 288 «Osvaldo Magnasco», en Avenida Ovidio Lagos 1502 de Rosario, alojó en 1978 un centro clandestino de detención (CCD), en el marco del plan represivo implementado durante la última dictadura cívico militar de Argentina

## Breve reseña
El centro clandestino de detención operó durante unas pocas semanas de enero y febrero de 1978, durante el lapso en que estaban interrumpidas las actividades escolares normales debido al receso de verano. El 19 de enero, un grupo de detenidos ilegalmente, entre ellos una mujer embarazada, fue trasladado desde el centro clandestino de detención que operaba en la Quinta de Funes y en una sala de la planta alta, donde fueron torturados. Poco después fueron trasladados a La Intermedia, donde fueron asesinados.
El director de la escuela Magnasco era Néstor Bertotti. Varios referentes de organismos de derechos humanos afirman que tenía una vinculación cercana con las fuerzas represivas. En 2011, la profesora de lengua Sonia Valladares relató que Bertotti coleccionaba armas y era “muy común verlo limpiar sus pistolas en su escritorio, como una manera de amedrentar”.

### Prisión perpetua y cárcel común
El 12 de mayo de 2017 el Tribunal Oral Federal en lo Criminal N.º 1 de Rosario dictó prisión perpetua y cárcel común a todos los implicados en la causa Guerrieri III. Están acusados de delitos de lesa humanidad contra 47 víctimas, de las cuales 24 aún permanecen desaparecidos, que pasaron por el circuito formado por los centros clandestinos Quinta de Fune, "escuela Magnasco", La Calamita y “La Intermedia”.

## Señalización
En 2015 se señalizó la escuela Magnasco, como sitio de memoria subordinado al Batallón 121 de Rosario.
Durante el acto habló Sabrina Gullino, hija de Raquel Negro, que estuvo detenida ilegalmente mientras estaba embarazada en ese CCD y aún permanece desaparecida. Los hijos mellizos de Raquel, un niño y una niña, Sabrina, nacieron en 1978 en el Hospital Militar de la ciudad de Paraná. La joven recuperó su identidad en 2008 pero del varón no hay más datos.